# Scott R. Dunlap
Scott R. Dunlap (Chicago, 20 giugno 1892 – Los Angeles, 30 marzo 1970) è stato un produttore cinematografico, regista, attore e sceneggiatore statunitense che iniziò la sua carriera cinematografica all'epoca del muto, proseguendola fino ai primi anni sessanta.

## Biografia
Nel 1942, Dunlop si trovava con la star del cinema western Buck Jones (che ne rimase vittima) al Cocoanut Grove di Boston: il locale prese fuoco e, con i suoi 492 morti, viene ricordato come uno dei peggiori incendi della storia degli Stati Uniti.

## Filmografia

### Produttore
- Twins of Suffering Creek, regia di Scott R. Dunlap (1920)
- Atlantic Flight, regia di William Nigh (1937)
- Federal Bullets, regia di Karl Brown (1937)
- La valle dell'inferno (Danger Valley ), regia di R. N. Bradbury (1937)
- Gli avventurieri delle rocce (Romance of the Rockies), regia di R. N. Bradbury (1937)
- La rosa di Rio Grande (Rose of the Rio Grande), regia di William Nigh (1938)
- The Marines Are Here, regia di Phil Rosen (1938)
- Senza mamma (Romance of the Limberlost), regia di William Nigh (1938)
- Man's Country, regia di Robert F. Hill (1938)
- La morte invisibile (Mr. Wong, detective), regia di William Nigh (1938)
- Gun Packer, regia di Wallace Fox (1938)
- Tough Kid, regia di Howard Bretherton (1938)
- Drifting Westward, regia di Robert F. Hill (1939)
- Navy Secrets, regia di Howard Bretherton (1939)
- Vendetta (The Mystery of Mr. Wong), regia di William Nigh (1939)
- Gli eroi della strada (Streets of New York), regia di William Nigh (1939)
- Stunt Pilot, regia di George Waggner (1939)
- Irish Luck, regia di Howard Bretherton (1939)
- Westbound Stage, regia di Spencer Gordon Bennet (1939)
- L'ora fatale (The Fatal Hour), regia di William Nigh (1940)
- Son of the Navy, regia di William Nigh (1940)
- Tomboy, regia di Robert F. McGowan (1940)
- Rivelazione (The Old Swimmin' Hole), regia di Robert F. McGowan (1940)
- Una donna è scomparsa

### Regista
- Words and Music by -  (1919)
- Be a Little Sport (1919)
- Love Is Love (1919)
- The Lost Princess (1919)
- Vagabond Luck (1919)
- The Hell Ship (1920)
- Her Elephant Man (1920)
- Forbidden Trails (1920)
- Twins of Suffering Creek (1920)
- The Challenge of the Law (1920)
- The Iron Rider (1920)
- Would You Forgive?
- The Cheater Reformed
- Too Much Married (1921)
- Bluebeard, Jr.
- Western Speed
- Trooper O'Neill
- West of Chicago
- Bells of San Juan
- Pawn Ticket 210
- The Footlight Ranger
- Snowdrift (1923)
- Boston Blackie (1923)
- Skid Proof
- Traffic in Hearts
- The Fatal Mistake
- One Glorious Night
- The Fearless Lover
- Beyond the Border (1925)
- Silent Sanderson (1925)
- The Texas Trail
- Wreckage
- Blue Blood (1925)
- Driftin' Thru
- Winning the Futurity
- The Seventh Bandit
- The Better Man (1926)
- The Frontier Trail
- Doubling with Danger
- Desert Valley (1926)
- Whispering Sage
- Good As Gold (1927)
- The Romance of Runnibede
- Midnight Life, co-regia di Joseph Boyle (1928)
- Object: Alimony
- Smoke Bellew
- One Stolen Night (1929)

### Sceneggiatore
- Love Is Love, regia di Scott R. Dunlap (1919)
- The Lost Princess, regia di Scott R. Dunlap (1919)
- Vagabond Luck, regia di Scott R. Dunlap (1919)
- Forbidden Trails
- The Cheater Reformed
- Western Speed
- The Fearless Lover
- Lady, Let's Dance

### Attore
- A Sad Devil, regia di Colin Campbell - cortometraggio (1912)
- Alone in the Jungle, regia di Colin Campbell - cortometraggio (1913)
- The Spell of the Primeval, regia di Edward LeSaint - cortometraggio (1913)
- The Woman of the Mountains, regia di Edward LeSaint - cortometraggio (1913)
- Big Jim of the Sierras, regia di Edward LeSaint - cortometraggio (1913)
- The Dandling Noose, regia di Edward LeSaint - cortometraggio (1913)
- Trying Out No. 707, regia di Edward LeSaint - cortometraggio (1913)
- The Supreme Moment, regia di Edward LeSaint - cortometraggio (1913)
- The Girl Behind the Barrier, regia di Edward LeSaint - cortometraggio (1914)
- 'C D' - A Civil War Tale, regia di Edward LeSaint - cortometraggio (1914)
- The Strange Case of Princess Khan, regia di Edward LeSaint - cortometraggio (1915)
- The Passer-By, regia di Edward LeSaint - cortometraggio (1915)
- Retribution, regia di Edward LeSaint - cortometraggio (1915)
- The Fortunes of Mariana - cortometraggio (1915)